# 熊本県指定文化財一覧
熊本県指定文化財一覧（くまもとけんしていぶんかざいいちらん）は熊本県指定の文化財や史跡等を一覧形式でまとめたものであるが、全てを掲載しているわけではない。

## 有形文化財

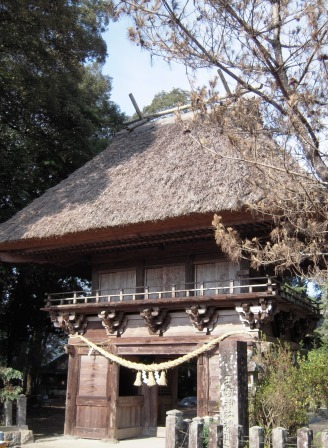
王宮神社楼門（熊本県多良木町）

### 県指定重要文化財

#### 建造物
- 有明海旧干拓施設群〔玉名市〕
- 井沢権現社中央殿・右脇殿・左脇殿・右摂社・左摂社〔相良村〕
- 伊藤家住宅〔竜北町〕
- 井口八幡神社神殿〔人吉市〕
- 岩本橋〔荒尾市〕
- 宇蘇浦官軍墓地〔玉東町〕
- 江藤家住宅〔大津町〕
- 円台寺の石造笠塔婆〔熊本市〕
- 円通寺の石門〔菊池市〕
- 王宮神社楼門〔多良木町〕
- 高月官軍墓地〔玉東町〕
- 大慈寺の層塔（永仁五年銘）〔熊本市〕
- 大慈寺の層塔（無銘）〔熊本市〕
- 大慈寺の宝篋印塔〔熊本市〕
- 大慈寺の宝塔〔熊本市〕
- 八勢目鑑橋〔御船町〕※東禅寺に所在
- 湯町橋〔山鹿市〕

#### 絵画
（2023年4月現在、全部で12件）
- 紙本著色宮本武蔵像〔熊本市〕

#### 書跡
（2023年4月現在、全部で31件）
- 獨行道〔熊本市〕
- 宮本武蔵書状〔八代市〕

#### 古文書
（2023年4月現在、全部で3件）
- 願成寺文書〔人吉市〕
- 肥後国検地諸帳〔熊本市〕
- 細川忠興・忠利発給文書群〔熊本市〕

## 民俗文化財・無形民俗文化財

### 県指定重要民俗文化財
（2006年6月現在、全部で2件）
- 宇土雨乞い大太鼓及び関係資料〔宇土市〕
- 妙見宮祭礼神幸行列関係資料〔八代市〕

## 記念物

### 県史跡
- 大鞘樋門群〔八代市〕
- 才園古墳群〔あさぎり町〕
- 藤尾支石墓群〔菊池市〕
- 若宮古墳〔和水町〕

### 県天然記念物
- カマノクド〔人吉市〕
- 寂心さんのクス〔熊本市〕
- 群浦の天神樟〔宇城市〕
- サソリモドキ〔天草市〕